# اشتاینتس بای اشترادن
اشتاینتس بای اشترادن (به آلمانی: Stainz bei Straden) یک منطقهٔ مسکونی در اتریش است که در زودوست‌اشتایرمارک واقع شده‌است. اشتاینتس بای اشترادن ۱۳٫۶۸ کیلومتر مربع مساحت دارد ۲۵۱ متر بالاتر از سطح دریا واقع شده‌است.